# 4661 Yebes
4661 Yebes è un asteroide della fascia principale. Scoperto nel 1982, presenta un'orbita caratterizzata da un semiasse maggiore pari a 2,4341155 UA e da un'eccentricità di 0,1614064, inclinata di 4,70501° rispetto all'eclittica.
L'asteroide è dedicato all'omonima località spagnola.